# Riedbach (Kinzig)
Der Riedbach ist ein rechter und nördlicher Zufluss der Kinzig in Hessen. Er entsteht aus dem Zusammenfluss von Mordgraben und Hermesbach nördlich von Schlüchtern.

## Geografie

### Quellbäche

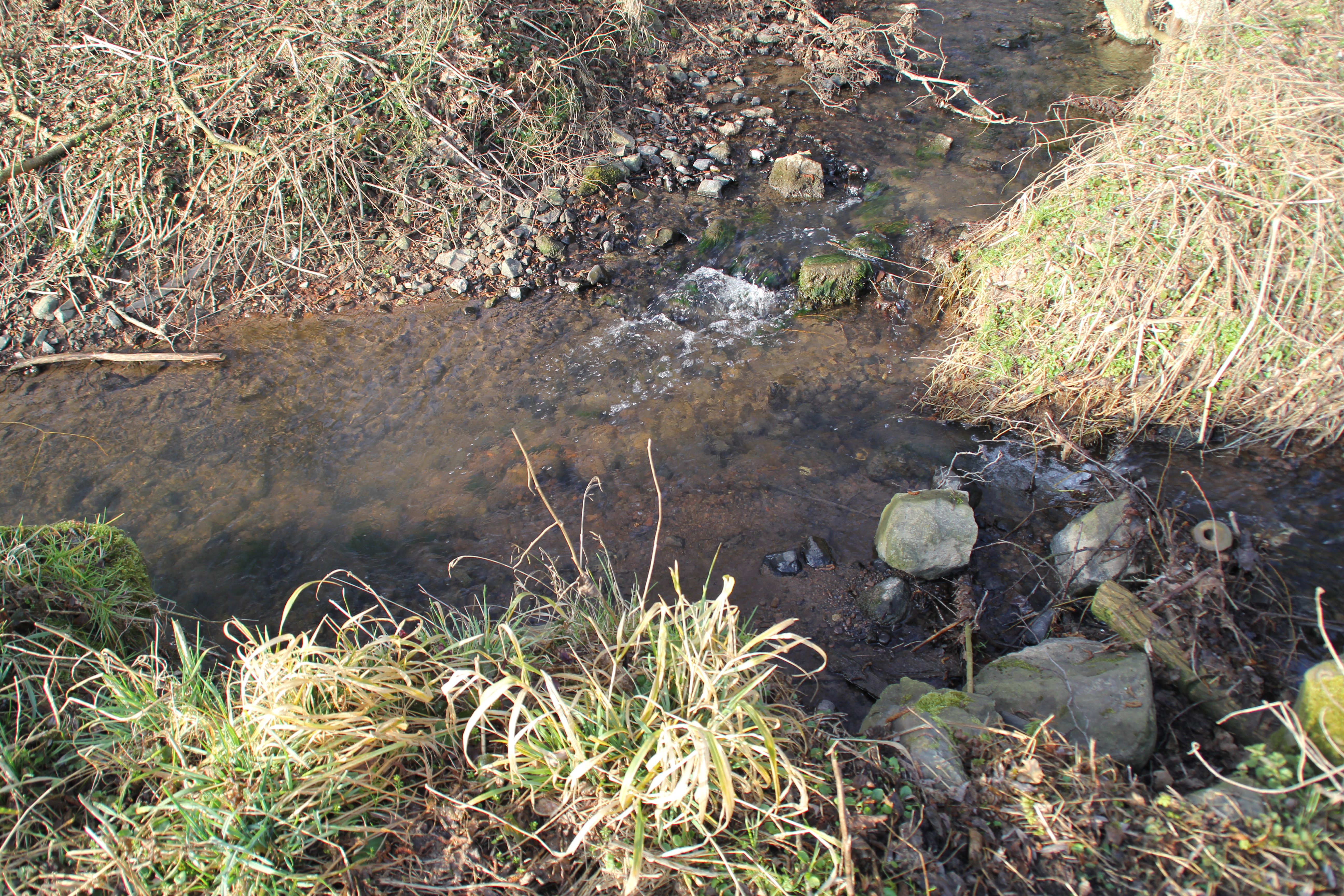
Zusammenfluss von Hermesbach (hinten) und Mordgraben (rechts)

#### Mordgraben
Der Mordgraben entspringt an der Autobahnraststätte im Mordtal südwestlich von Gomfritz. Er fließt in südliche Richtung nach Schlüchtern. Er ist mit etwa 3,1 km der kürzere und wasserärmere Quellbach.

#### Hermesbach
Der insgesamt etwa 4 km lange Hermesbach entsteht aus dem Zusammenfluss von Mätschbach und Kohlgrubenwasser. Er fließt nach Südosten und vereinigt sich mit dem Mordgraben zum Riedbach.

### Verlauf
Nach dem Zusammenfluss der Quellbäche verläuft der Riedbach in südliche Richtung durch die westliche Innenstadt von Schlüchtern. Dort fließt ihm das Hagerwasser zu und der Riedbach mündet gegenüber vom Sportplatz in die Kinzig.

### Zuflüsse
- Hagerwasser (rechts), 3,3 km

### Flusssystem Kinzig
- Fließgewässer im Flusssystem Kinzig

## Natur und Umwelt
Im Riedbach kommen Forellen und Edelkrebse vor.